# Croton pottsii
Croton pottsii är en törelväxtart som först beskrevs av Johann Friedrich Klotzsch, och fick sitt nu gällande namn av Johannes Müller Argoviensis. Croton pottsii ingår i släktet Croton och familjen törelväxter.

## Underarter
Arten delas in i följande underarter:
- C. p. pottsii
- C. p. thermophilus